# Tokyo Jazz Festival
Das Tokyo Jazz Festival (jap. 東京JAZZ, Tōkyō Jazz) ist ein jährlich an einem Wochenende im Spätsommer in der japanischen Hauptstadt Tokio stattfindendes Festival für Jazzmusik. Veranstaltungsort ist seit 2006 das Tokyo International Forum, wo vor Zehntausenden Besuchern nationale und internationale Musiker auftreten. Veranstaltet wird das Festival von der öffentlich-rechtlichen Fernsehanstalt NHK und der Wirtschaftszeitung Nihon Keizai Shimbun (Nikkei).

## Geschichte
Das Tokyo Jazz Festival fand erstmals im Jahr 2002 und findet seitdem jährlich statt. Namhafte Teilnehmer waren bereits 2002 Herbie Hancock und Wayne Shorter.  Im Jahr 2003 war die Besucherzahl auf mehr als 40.000 gestiegen. Weitere Teilnehmer waren neben dem mehrfach auftretenden Herbie Hancock unter anderem Chaka Khan, Chick Corea, Ben E. King, Ahmad Jamal, Sam Moore, Sly Stone und David Sanborn. Neben internationalen Stars treten auch zahlreiche japanische Jazzmusiker und -gruppen auf. Das Tokyo Jazz Festival gibt jedoch auch internationalen Newcomern verwandter Musikrichtungen eine Bühne.